# 华歆
华歆（157年—232年1月30日），字子鱼，平原高唐（今山东省禹城市）人，东汉、三国时期人物。华歆是汉献帝禅让帝位给曹丕的過程主要参与者之一，在曹魏官至司徒、太尉。

## 生平

### 入仕朝廷
華歆在年少時就已經是名聞山東的名儒，無論德行或才學都是一時之選。華歆曾在高唐任吏，舉孝廉，任郎中，後因病離職。中平六年（189年），漢靈帝逝世，漢少帝劉辯繼位，大將軍何進輔政，鄭泰、荀攸和華歆等都被徵命，華歆到洛陽後任尚書郎。及後董卓作亂，次年廢少帝立漢獻帝劉協，引發董卓討伐戰，董卓於是挾獻帝西遷長安，華歆請求出任下邽縣令，稱病不隨行，後由藍田走到南陽，被當時在穰縣的袁術留住。

### 遠渡江淮
華歆及後即建議袁術進軍追擊董卓，但袁術不接納；華歆於是打算離去，適逢初平三年（192年）太傅馬日磾被指命安定關東，馬日磾於是辟華歆為掾。後東行至徐州，即拜豫章太守，曾拜訪處士徐胤，為政清靜而不混亂，得到吏民愛戴，甚至在揚州刺史劉繇病死後，他的餘眾都想奉華歆為主，但華歆認為為漢臣不應擅自任命而拒絕。後孫策平江東，並派虞翻游說華歆支持，華歆賞識孫策善於用兵而奉迎他；孫策亦待之以上賓之禮。其整衣冠為異，江南號之曰「華獨坐」。
建安五年（200年），孫策遇刺身亡，而曹操與袁紹正在官渡交戰，曹操上表徵召華歆。孫權打算不放行，但華歆則以孫權能與曹操交好為由勸他放行。孫權乃遣華歆應命。華歆走時有千餘名賓客和舊友送行，並贈遺他數百金。至臨去，華歆悉聚諸物，謂諸賓客曰：「念單車遠行，將以懷璧爲罪。」眾乃各留所贈。

### 回歸朝廷
華歆到洛陽後任議郎，參司空軍事，後歷任尚書、侍中、尚書令。建安十八年（213年），曹操進攻孫權的重鎮濡須口，並表華歆為軍師。建安十九年（214年），伏皇后當年的圖謀泄露，曹操知道後大怒，逼獻帝廢后，更先替獻帝寫好詔書，命郗慮持節接收皇后印綬，又命尚書令華歆領兵入宮捉拿伏皇后。華歆率兵入宮搜捕伏皇后，在牆壁夾層中找到伏皇后，並親自動手揪后頭髻拖出，拏見曹操並處死，建安二十二年（217年），出任魏国御史大夫。延康元年（220年），曹操死後世子曹丕繼位魏王，華歆任魏国相國，封安樂亭侯。

### 曹魏三公
曹丕稱魏王同年受禪稱帝，華歆奉命參與其中，並在之後改任司徒，不進爵。黃初四年（223年）有詔命公卿舉薦獨行君子，華歆舉薦管寧，曹丕於是徵命。黃初六年（226年）曹丕逝世，太子曹叡繼位，進封華歆為博平侯，增食邑五百戶，并前一千三百戶，轉拜太尉。太和四年（230年），曹真進攻蜀漢，華歆卻上奏罷兵，認為現在遠道派兵入蜀漢只會白白耗費物資，而沒有成果。同時天雨，明帝於是下令撤軍。
太和五年十二月（232年1月），華歆逝世，享年七十五，諡敬侯。
正始四年（243年），華歆與曹真、曹休、夏侯尚、桓階、陳群、鍾繇、張郃、徐晃、張遼、樂進、典韋、王朗、曹洪、夏侯淵、朱靈、文聘、臧霸、李典、龐德因功而得到曹芳於曹操廟庭祭祀的禮遇。

## 性格特徵
- 華歆當年與同郡陶丘洪一樣知名於世，陶丘洪常自為比華歆更有眼光。當時王芬打算與豪傑一起謀廢漢靈帝，並暗中呼召華歆和陶丘洪共謀大計，但華歆勸止陶丘洪，認為王芬無能力完成廢立的大事，必定失敗並禍連宗族[7]。及後王芬果然失敗，陶丘洪才心服。
- 高唐是齊地的名城，很多士紳都會在街上游走，但華歆在高唐任官時，每當下班離開府衙，就會回家，不會流連街上。與人議論時都持平，不會出言毁謗傷人。
- 華歆離開董卓後，與鄭泰等人步出武關，路上遇到一人，請求和他們一起走；當時華歆反對，認為現在大家身陷危險之中，未知那人如何。而若收留他，就不可以丟棄。眾人於心不忍，還是答應要求。後來那人墮井傷，大家都想放棄他，但華歆卻說大家已經是共同進退，放棄他是不義。於是眾人一起將那人救起。
  - 《世說新語》亦有類似記載：華歆有一次與王朗一起乘船避難，有一人想依附二人一起走，華歆想拒絕，但王朗卻說：「幸尚寬，何為不可？（還好還有空位，有何不可？）」後來盜賊逼近，船跑不快，王朗卻打算丟下那人，減輕重量，華歆說：「本所以疑，正為此耳。既已納其自託，寧可以急相棄邪？（本來我之所以遲疑，就是怕盜賊趕來，船不夠快，我們會被追到，如今我們答應保護他，怎可以因遇危急而將他放棄？）」最終都沒有丟下那人。世人於是藉此判定華王二人的優劣。
- 華歆雖然後期在東漢及曹魏朝廷任高職，但家境清貧，俸祿和賞賜多數都送了給親戚故人，家中沒有太多儲蓄。自己亦淡薄財欲，雖然皇帝對他的賞賜很豐盛，但華歆仍然沒有甚麼財產。

## 軼事
- 《魏略》載華歆、邴原和管寧一同游學，結為朋友，時人稱三人為「一龍」：華歆是龍頭，邴原是龍腹，管寧是龍尾。
- 管寧和華歆是好友，一天二人在園中耕作，見地有片黃金，管寧照樣揮舞鋤頭，將金子當作瓦石一般；但華歆卻拿了金看一看才扔到一旁。又一次二人坐在同一塊席上一起讀書，有華麗的轎經過門前，管寧不作理會，但華歆卻丟下書本去看。管寧於是割席分坐，說：「子非吾友也。（你不是我的朋友了）」語出《世說新語·德行篇》，是成語「割席絕交」的典故。文中描寫華歆為小人一角，管寧為君子。
- 曹丕《列异传》有记载华歆年轻时的奇遇，说他年轻时寄宿在别人家时遇到两名仙吏，预言其将来为公卿。[8]
- 《世说新语》与《谱叙》分别记载了华歆与王朗、郑泰避乱时发生的事。
  - 《世说新语》中说华歆和王朗一起乘船避难，正要上船时另一个人想和他们一起走，华歆很为难，不想带那个人，王朗则说船很宽大，可以载，于是就把那个人一同载上了船。后来强盗追的很紧，王朗就想把那个人赶下船，但被华歆阻止，他说：“我之前为难的事就是这个情况，但是既然已经答应了，怎么能在危急的时候抛下他呢？”於是像之前一样对待那个人。[9]此故事為《譜敘》故事的延伸版，據說為突出華歆的品德並說明他的品德高於王朗。
  - 华峤《谱叙》中说华歆担任下邽令时汉朝动乱，于是他和郑泰等人躲避乱世，从武关出发就遇到一个独行的男人想和他们一起走，其他人都觉得他可怜想要同意，唯独华歆说：“不行，现在我们已经是处于危险之中，我們道義上一起接受祸福患難。現在无故接受了他，我们不知道他講不講道義。一旦遇到了困难，要半路抛弃他吗？”但是众人还是不忍心，同意让那个男人和他们同行。后来这个男人掉入了井中，众人都想弃之而去，但华歆却说：“既然已经让他和我们一起走了，抛弃他是不道义的行为。”于是华歆带着众人把那个男子救了上来，之后和那名男子告了别。[10]

## 弒伏皇后疑考
余嘉錫《世說新語箋疏》引用章炳麟的意見，意謂幸有吳人之《曹瞞傳》記載華歆捕后事，華歆此事始得流傳；但反過來說，正因《曹瞞傳》乃吳人所撰，豈不亦有可能實乃吳人據謠傳甚至是惡意捏造故事以抹黑敵國重臣，尤其華歆本是吳國臣子，卻藉機投了曹操，故有華歆勒兵捕后之說？另袁宏所著《後漢紀》亦沒有記載此事，僅言曹操派手下去抓拿伏皇后。

## 藝術形象

### 《三國演義》中的華歆
在小說《三國演義》中，華歆被描寫成一個趨炎附勢、助紂為虐的政客、奸臣。
起初華歆為豫章太守，在孫策崛起江東之際降於孫策麾下，但一直到孫權時皆未獲得明顯的重用。赤壁之戰後，孫權採用顧雍之策，企圖製造劉備與曹操之間的矛盾以坐享漁翁之利，於是派遣「曹操敬慕者」的華歆為使，北上晉見丞相曹操。使命完成後，華歆隨即被曹操任命為大理寺卿，留在朝廷，自此變成曹操的幕臣。
曹操病逝鄴都，群臣還在議論世子曹丕如何繼任之時，華歆便急急自許昌趕來，並拿出漢獻帝的詔命，確立曹丕繼任的法統正當性。華歆之所以能如此神速，原來是因為華歆早料到會有此事，所以自行草詔，並威逼漢獻帝追認。華歆也由於此功，成為新王曹丕的親信，繼續留在權力核心。又當曹丕欲篡漢自立的時候，華歆深諳曹丕恐懼顧慮世間的罵名，於是擔綱扮演逼宮的黑臉主角，強逼漢獻帝禪讓帝位給曹丕，成為曹魏開國的大功臣。

### 影视形象
- 1994年電視劇《三國演義》：由宋戈、秦宝林飾演華歆
- 1994年電視劇《楊麗花歌仔戲洛神》：由阚水源飾演華歆
- 1996年電視劇《三國英雄傳之關公》：由陈临飾演華歆
- 1999年電影《一代枭雄曹操》：由张振寰飾演華歆
- 2002年電視劇《洛神》：由萧亮飾演華歆
- 2002年電視劇《曹操與蔡文姬》：由李學峰飾演華歆
- 2004年电视剧《武圣关公》：由史佳定飾演華歆
- 2010年电视剧《三国》：由张喜前飾演華歆
- 2013年电视剧《新洛神》：由李槐龙飾演華歆

## 評論
- 陳壽《三國志》評：「钟繇开达理干，華歆清純德素，王朗文博富赡，誠皆一時之俊偉也。魏氏初祚，肇登三司，盛矣夫！」（《三国志·卷十三·魏书十三·钟繇华歆王朗传第十三》）
- 陳登：「淵清玉絜，有禮有法，吾敬華子魚。」（《三国志·卷二十二·魏书二十二·桓二陈徐卫卢传第二十二》）
- 太史慈：「華子魚良德也，然非籌略才，無他方規，自守而已。」（《三国志·卷四十九·吴书四·刘繇太史慈士燮传第四》）
- 孙策：「府君年德名望，远近所归。」（《资治通鉴·卷第六十三》）
- 虞翻：「窃闻明府与鄙郡故王府君齐名中州，海内所宗，虽在东垂，常怀瞻仰。」（《资治通鉴·卷第六十三》）
- 曹丕：「司徒，国之俊老，所与和阴阳理庶事也。」「此三公（钟繇、华歆、王朗）者，乃一代之伟人也，后世殆难继矣。」（《三国志·卷十三·魏书十三·钟繇华歆王朗传第十三》）
- 曹植：「清素寡欲，聪敏特达。存志太虚，安心玄妙。处平则以和养德，遭变则以断蹈义。华太尉歆也。」（《全三国文·卷十八·魏十八》）
- 曹叡：「君深虑国计，朕甚嘉之。」
- 陳群：「若華公，可謂通而不泰，清而不介者矣。」
- 嵇康：「近诸葛孔明不迫元直（徐庶）以入蜀，华子鱼不强幼安（管宁）以卿相，此可谓能相终始，真相知者也。」（《晋书·卷四十九·列传第十九》）
- 傅玄：「華太尉積德居順。」
- 孫盛：「夫大雅之處世也，必先審隱顯之期，以定出處之分，否則括囊以保其身，奉則行義以達其道。歆既無夷、皓轁邈之風，又失王臣匪躬之操，故撓心於邪儒之說，交臂於陵肆之徒，位奪於一豎，節墮於當時。昔許、蔡失位，不得列於諸侯；州公實來，魯人以為賤恥。方之於歆，咎孰大焉。」（《三国志·卷十三·魏书十三·钟繇华歆王朗传第十三》）
- 华峤：「歆淡於财欲，前后宠赐，诸公莫及，然终不殖产业。」
- 劉義慶：「華歆遇子弟甚整，雖閒室之內，嚴若朝典。」（《世說新語·德行》）
- 陈普：「拈起黄金日岂疑，斩关发壁复何为。辽东不洗巢由耳，痛切初年割席迟。」
- 罗贯中：「华歆当日逞凶谋，破壁生将母后收。助虐一朝添虎翼，骂名千载笑龙头！」

「盛聞慶賞威刑，必宗於主，權宜宥恕，出自人君。子路私饋，仲尼毁其食器；田氏盜施，《春秋》著以為譏。斯褒之成言，已然之顯義也。孥戮之家，國刑所肅，受賜之室，乾施所加，若在哀矜，理無偏宥。歆居股肱之任，同元首之重，則當公言皇朝，以彰天澤，而默受嘉賜，獨為君子，既犯作福之嫌，又違必去之義，可謂匹夫之仁，蹈道則未也。」（《評處理賜物》）

## 家庭成员

### 妻妾
- 正室滕氏
- 骆统母

### 弟
- 华缉，列侯。

### 子
- 华表，字伟容，嗣子，魏散騎侍郎，西晉太子少傅、太常。
- 華博，華歆次子，歷任三縣內史。
- 華周，華歆幼子，黃門侍郎，常山太守。
- 華炳，字伟明，魏侍御史，夫人任氏。[13]

### 孫
- 華廙，華表長子，晉尚書令、太子少傅。
- 華岑，華表次子[14]
- 華嶠，華表三子，晉秘書監、尚書。
- 華鑒，華表第四子[14]
- 華澹，字玄駿，華表第五子，晉河南尹，最為知名。
- 華簡，字奉駿，華表第六子，晉中書郎。[14][15]
- 華衍，字長胄，華炳之子，華酆、華玑、華苕、華芳之父。侍御史、安乡亭侯，夫人刘芳之女。[13]

### 曾孫
- 華昆，字敬倫，華廙長子，晉尚書。
- 华荟，字敬叔，華廙次子，晉河南尹。
- 華恆，華廙三子，晉左光祿大夫開府。
- 華軼，華澹子，晉江州刺史。
- 華酆，字敬始，華衍長子，曾為豫章王司马炽文学、安乡亭侯。[13]
- 華玑，字敬珩，華衍次子，曾任西安令。[13]
- 華苕，字宣華，華衍長女，适颖川荀泰章（即荀組，當時大、太、泰混用之故）。[13]
- 華芳，字敬華，華衍次女，王浚之妻，生子王胄（字道世，博陵世子）、王裔（字道贤），年三十七薨。[13]

### 玄孫
- 華軼女兒，許恂母[16]

## 延伸阅读
[在维基数据编辑]
 在维基文库阅读此作者作品
 《三國志·卷13》，出自陳壽《三國志》